# Olga Kurylenko
Olga Kurylenko (en ukrainien : Ольга Куриленко (Olʹha Kurylenko)), née le 14 novembre 1979 à Berdiansk, en RSS d'Ukraine (Union soviétique), est une actrice et mannequin franco-ukrainienne,.
Née et élevée à Berdyansk, Kurylenko a déménagé à Paris à l'âge de 16 ans pour poursuivre une carrière de mannequin. Après avoir commencé sa carrière d'actrice en 2005, en faisant ses débuts dans le rôle principal du film L'Annulaire de Diane Bertrand, elle a obtenu son premier grand rôle au cinéma dans le thriller d'action Hitman (2007). Elle s'est fait connaître en incarnant la James Bond girl Camille Montes dans le film de James Bond Quantum of Solace (2008) et en tant que Taskmaster dans le film de super-héros Black Widow (2021),,.
Elle poursuit sa carrière à Hollywood en tenant les premiers rôles féminins de la comédie noire Sept Psychopathes (2012), de Martin McDonagh, de À la merveille (2012) de Terrence Malick ou encore de le film de science-fiction Oblivion (2013), de Joseph Kosinski. Elle a participé à la satire politique La Mort de Staline (2017) d'Armando Iannucci, dans le rôle de la pianiste Maria Youdina. Dans le cinéma français, elle a également joué dans les films Le Serpent (2006) d'Éric Barbier, La Terre outragée (2011) de Michale Boganim qui se déroule à Tchernobyl, Dans la brume de Daniel Roby aux côtés de Romain Duris, L'Empereur de Paris (2018) de Jean-François Richet ou Sentinelle de Julien Leclercq, en tant que soldat français en mission vengeresse.

## Biographie

### Jeunesse
Olga Konstantinovna Kurylenko (en ukrainien : О́льга Костянти́нівна Куриле́нко (Olʹha Kostyantynivna Kurylenko)) est née le 14 novembre 1979 à Berdiansk en Ukraine, alors partie de l'Union soviétique. Son père, Konstantin Kurylenko, est ukrainien et sa mère, Marina Alyabysheva - professeur d'art et artiste exposante - est née dans l'oblast d'Irkoutsk, en Russie, et est d'origine russe et biélorusse.
Ses parents ont divorcé quand elle avait trois ans et elle a été élevée par sa mère et sa grand-mère, qui était médecin. Olga et sa famille vivaient dans un appartement de trois pièces non loin du centre-ville; c'était un luxe pour l'époque soviétique, où beaucoup vivaient dans des appartements communautaires. Pourtant, c’était une vie frugale et Olga portait des vêtements rapiécés. Selon sa mère, Olga détestait porter de vieux vêtements et mendiait pour avoir de nouveaux pulls, mais il n'y avait pas d'argent pour cela. Elle avait rarement des contacts avec son père, le rencontrant pour la première fois après la séparation à l'âge de huit ans, et de nouveau à treize ans.

### Carrière de mannequin
Olga Kurylenko, agée de seulement 13 ans, était en vacances à Moscou avec sa mère  lorsqu'elle a été repérée par une recruteuse de mannequins descendant d'une rame de métro. À l'âge de 15 ans, elle a quitté l'Ukraine pour Moscou,. Au début, sa mère craignait qu’il s’agisse d’un réseau de traite de filles pour en faire des esclaves sexuelles. À l'âge de 16 ans, elle s'installe à Paris, en 1996 elle signe un contrat avec l'agence de mannequins Madison à Paris, où elle rencontre sa publiciste, Valérie Rosen,. Après avoir déménagé en France, elle apprend le français en seulement six mois. L'année suivante, à 18 ans, elle apparaît sur les couvertures des magazines Vogue et Elle, et devient l'égérie de la lingerie Lejaby. Elle est également apparue sur les couvertures des magazines Madame Figaro et Marie Claire. Elle devient l'égérie des marques Bebe, Clarins et Helena Rubinstein. Elle a également été mannequin pour Roberto Cavalli et Kenzo, et est apparue dans le catalogue Victoria's Secret. Alors qu'elle travaillait comme mannequin à Paris, Kurylenko aidait sa mère en Ukraine. Ennuyée par la vie solitaire de mannequin, Olga décide de se consacrer au métier d'actrice et prend des cours d'art dramatique au cours Florent à Paris. En 1998, elle participe au clip du chanteur franco-algérien de style Raï Faudel, intitulé "Tellement n'brick". Elle a également fait une brève apparition dans le clip de Seal pour « Love's Divine » en 2003.

### Carrière cinématographique

#### Débuts et révélation (2001-2008)

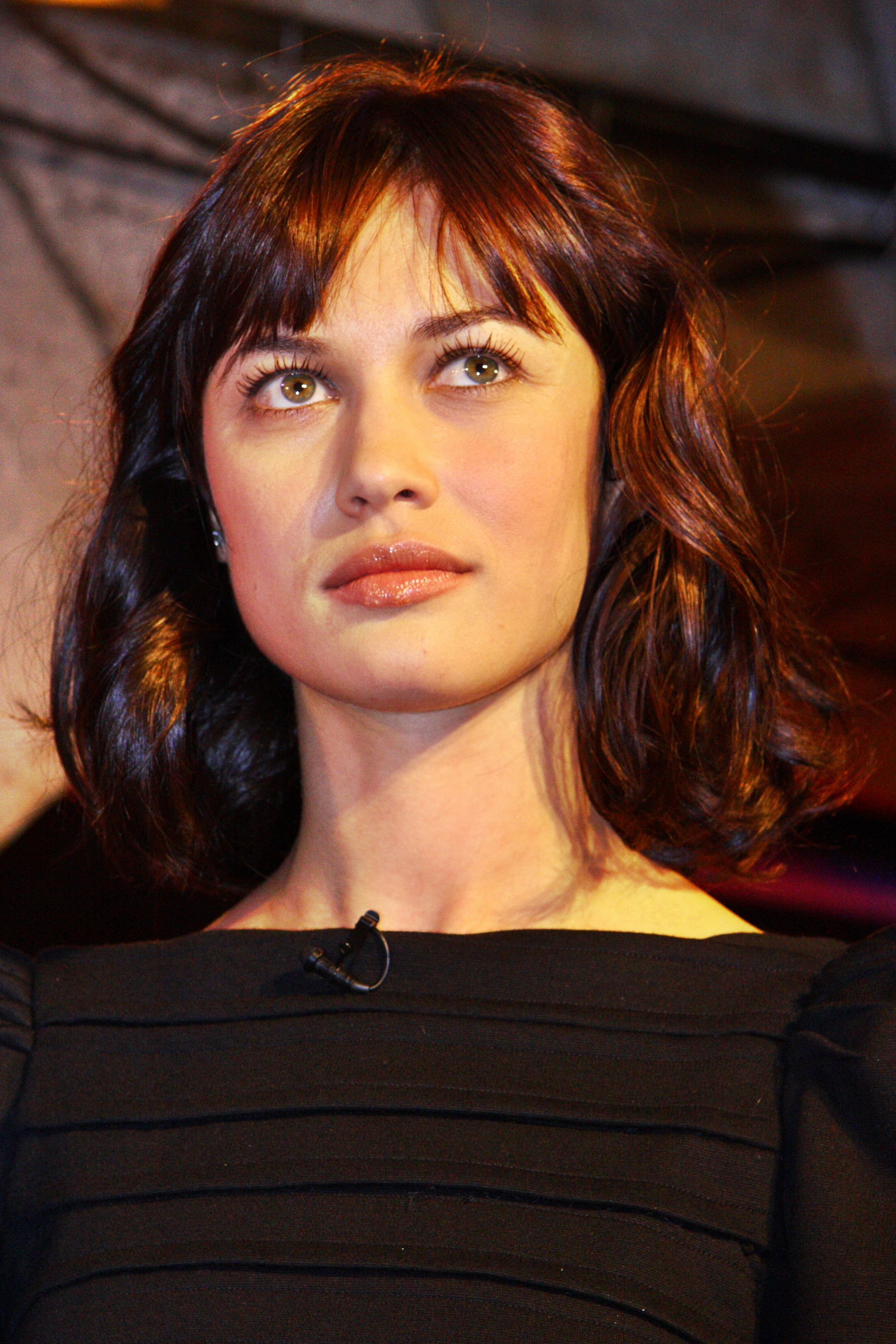
Olga Kurylenko lors de la présentation de la nouvelle Ford Ka à Paris, 2008.

Sa carrière cinématographique a commencé en France en 2005, lorsqu'elle a tourné son premier long métrage, L'Annulaire, dans le rôle principal, la jeune Iris qui perd le bout de son annulaire dans un accident du travail et part travailler dans un mystérieux laboratoire ; un rôle pour lequel elle a reçu le prix de la meilleure actrice et le certificat d'excellence au Festival international du film de Brooklyn 2006 pour sa performance. Elle a ensuite joué dans Paris, je t'aime (2006), dans le segment Quartier de la Madeleine, en 2006, comme une vampire aux côtés d'Elijah Wood. La même année, elle a été choisie pour incarner le nouveau parfum de Kenzo, Kenzo Amour.
Olga Kurylenko a arrêté le mannequinat en 2006 après plus de dix ans de travail dans l'industrie et s'est tournée vers le métier d'actrice. En 2007, elle fait sa grande percée en jouant dans Hitman aux côtés de Timothy Olyphant, adaptation de la série du même nom ; où elle incarne Nika Boronina, une prostituée de la mafia russe qui devient la partenaire de l'Agent 47. Elle avait 27 ans. Le film a été un succès financier modéré et, malgré l'immense échec critique du film, son visage est désormais connu des studios. À la télévision, elle joue le rôle d'Eva Pires, dans la série de TF1 Suspectes, aux côtés de Karina Lombard, Élodie Frenck et Ingrid Chauvin. Olga a joué un rôle mineur dans Max Payne, une autre adaptation de jeu vidéo, en tant que Natasha Sax, la sœur de Mona Sax - joué par sa compatriote ukrainienne Mila Kunis.
Son autre grand rôle, et celui qui la marquera à jamais, fut celui de la James Bond girl Camille Montes dans la 22e aventure cinématographique de James Bond de 2008, Quantum of Solace,, ; après avoir battu Gal Gadot aux tests. Après avoir auditionné plus de 400 jeunes femmes, le réalisateur Marc Forster a porté son attention sur la jeune actrice franco-ukrainienne car elle semblait la plus sûre d'elle. Le rôle la propulse sur le devant de la scène internationale. Dans le film, elle incarne l'agent des services secrets boliviens Camille Montes Rivero, qui fait équipe avec Bond pour arrêter une organisation terroriste et venger la mort de ses parents,. Comme le personnage de Camille Montes étant d'origine bolivienne, Olga Kurylenko a suivi des cours d'accent avec un professeur de dialecte pour être convaincante dans son rôle. Elle a également réalisé certaines de ses cascades sans doublure et a déclaré avoir cru mourir dans la scène de poursuite en bateau à moteur,. La même année, elle et sa mère ont rencontré la Première dame d'Ukraine, Kateryna Iouchtchenko, dans la maison de campagne de la famille du président Victor Iouchtchenko,.

#### Confirmation hollywoodienne (2009-2014)

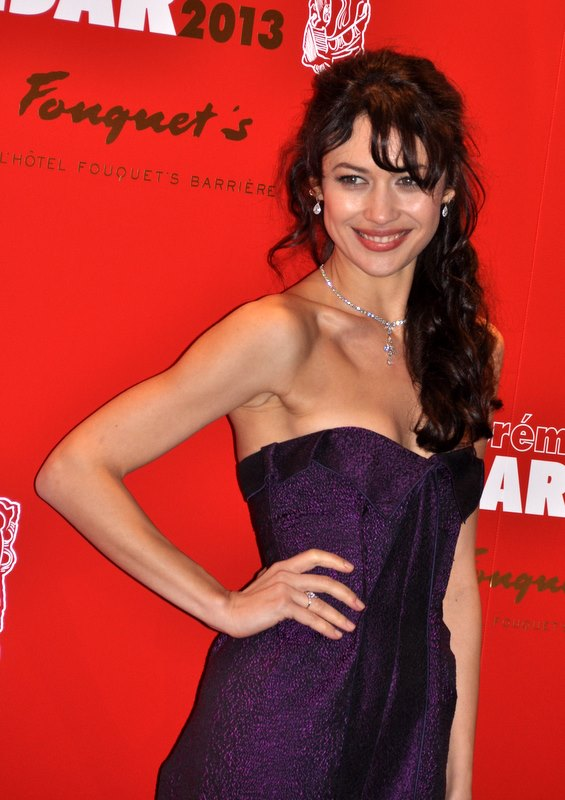
En 2013 à Paris, lors de la cérémonie des César.

Durant les quatre années suivantes, Olga Kurylenko enchaîne ainsi les apparitions dans des productions américaines mineures : en 2010 sort le péplum Centurion, dans lequel elle joue l'antagoniste opposé Michael Fassbender et Dominic West, la guerrière picte Etain, qui avait la langue coupée par les Romains,. Début 2011, elle tourne en Ukraine, son pays d'origine, le film La Terre outragée, de la réalisatrice israélo-française Michale Boganim. Ce film est une des premières fictions sur la catastrophe de Tchernobyl en 1986, soit 25 ans après l'explosion de la centrale, et est le film de fiction le plus connu sur Tchernobyl, en plus d'être le premier projet de fiction à recevoir l'autorisation de filmer dans ce qui reste de la ville fantôme de Pripyat. Olga Kurylenko était productrice exécutive. La même année, elle faisait partie du film Au prix du sang, mis en scène par le réalisateur anglais Roland Joffé. Le film romance la création d'Opus Dei et se déroule dans la guerre civile espagnole,. Le film a des scènes de combat bien faites, mais était considérée comme médiocre et très mélodramatique,,. Olga interprète une volontaire hongroise des Brigades internationales dans un triangle amoureux avec Wes Bentley et Rodrigo Santoro,,.
L'année 2012 lui permet de poursuivre dans cette veine plus ambitieuse : elle est d'abord à l'affiche de la comédie noire britannique à succès, Sept Psychopathes, de Martin McDonagh ; mais se distingue surtout dans le drame À la merveille, où elle est dirigée par Terrence Malick, au côté de Ben Affleck, Javier Bardem et Rachel McAdams. Le film a été tourné à l'automne 2010 à Bartlesville, dans l'Oklahoma. Elle prend aussi des risques en se tournant vers la télévision : elle interprète en effet le premier rôle féminin de la série thriller américaine Magic City, Vera Evans. La série se déroulant à Miami Beach à la fin des années 1950 et centrée sur Ike Evans (Jeffrey Dean Morgan), propriétaire du prestigieux hôtel Miramar Playa et sa femme, Vera Evans, ancienne danseuse du Tropicana Club de La Havane. L'intrigue tourne autour de la mafia, de la famille Kennedy, de Fidel Castro et de la CIA. Olga n'avait jamais pensé à faire une série télévisée, mais les scénarios des trois premiers épisodes sont arrivés et son agent lui a recommandé d'y jeter un œil. Après l'avoir lu, elle est tombée amoureuse du personnage de Vera et a immédiatement dit : « Je veux être Vera. Je veux faire ça. »

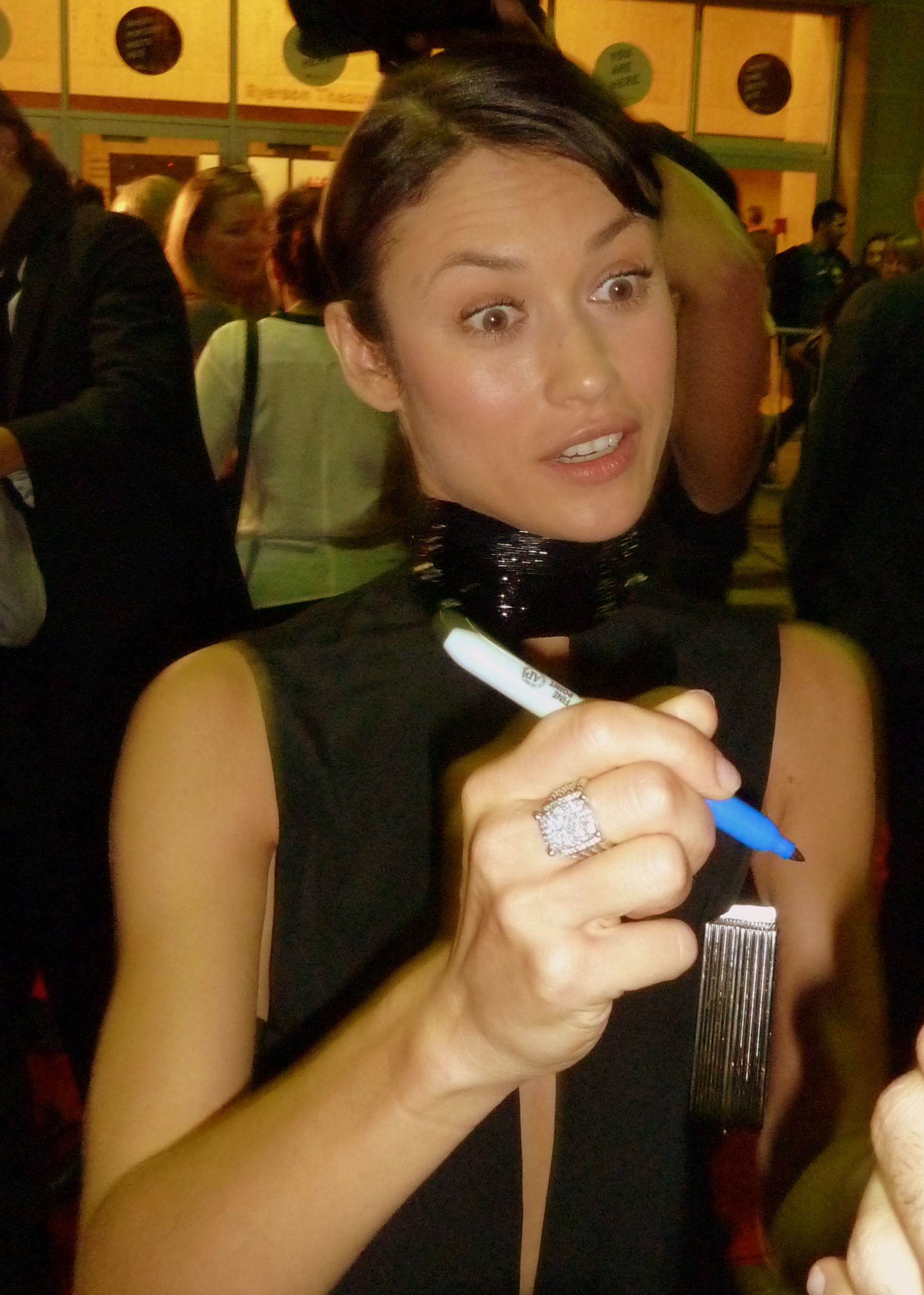
L'actrice à la première de Sept Psychopathes au Festival international du film de Toronto 2012.

Le personnage de Kurylenko vient d'une enfance pauvre aux Pays-Bas, fille d'une mère hollandaise et d'un père gitan, et a perdu toute sa famille pendant la Seconde Guerre mondiale. Petite fille, elle a suivi une formation de ballerine. Après la guerre, elle a pris un de ces navires qui allaient en Amérique et, à cause du surquota aux États-Unis, le navire a été redirigé vers Cuba, où elle devient danseuse au Tropicana sous le nom de scène « Vera Cruz ». Son mari Ike doit naviguer entre ces forces tout en affrontant et un partenariat dangereux avec le chef de la mafia juive, le gangster Ben « le Boucher » Diamond (Danny Huston), pour financer son rêve. Vera, à son tour, doit enquêter sur les situations autour de l'hôtel et se battre pour l'acceptation de sa fille adoptive de 13 ans, qui se méfie de ses intentions. La haute société ne l'accepte pas non plus. Selon Olga Kurylenko, ce qui est beau, c’est que Vera et Ike s’aiment vraiment. Le vieux cliché du couple riche qui se trompe sans cesse et se cause toutes sortes de problèmes n’a pas été utilisé. L’objectif principal de Vera est d’être une bonne épouse et de prouver qu’elle mérite cette place. Le spectacle se déroulait très bien dans les années 1950, et les costumes luxueux étaient l'un de ses points forts: « Toutes les filles sont ravies de tous les costumes. C'est incroyable ! J'adore. C'est incroyable. Je pourrais m'habiller comme ça de la tête aux pieds, tous les jours. C'est toujours aussi sexy. C'est tellement glamour », a déclaré l'actrice.
En 2013, elle revient vers l'action dans le film de science-fiction Oblivion, écrit et réalisé par Joseph Kosinski, et porté par la méga-star Tom Cruise,. Le film a été tourné en Islande, la cinématographie étant louée pour sa beauté et sa composition, mais critiquée pour un scénario quelque peu vide. Le rôle de la mystérieuse Julia Rusakova lui a valu l'attention controversée de l'Alliance des femmes journalistes de cinéma (AWFJ), notant la différence d'âge entre les trois protagonistes : Tom Cruise, alors âgé de 51 ans, et les actrices Olga Kurylenko et Andrea Riseborough, respectivement de 17 et 20 ans plus jeunes que le héros ; ce qui leur a valu une nomination dans la catégorie « Différence d'âge la plus flagrante entre le protagoniste et l'amoureux »,.
La série Magic City est arrêté par son diffuseur en 2013, faute d'audiences, au bout de deux saisons. L'actrice s'éloigne alors des studios hollywoodiens et se concentre sur le cinéma européen. L'année suivante, Kurylenko incarne Alice Fournier dans le thriller The November Man, aux côtés de l'ancien James Bond, Pierce Brosnan,. Le tournage principal a commencé le 20 mai 2013 à Belgrade. Le film d'espionnage réalisé par l'Australien Roger Donaldson a été tourné en Europe de l'Est, et est basé sur le roman There Are No Spies de Bill Granger, qui est le septième volet de la série de romans The November Man, publié en 1987. Le personnage d'Olga est Alice Fournier, une militante des droits de l'homme entraînée dans un réseau d'intrigues impliquant des espions de la CIA. Dans le film, elle a joué dans des scènes d'action, joué du piano, chanté en russe et chaussé de très hauts talons aiguilles Louboutin. Toujours en 2014, elle tient un second rôle dans la comédie américaine Vampire Academy de Mark Waters, en tant que la cruelle directrice Kirova,. Enfin, elle évolue dans la fresque australienne La Promesse d'une vie aux côtés de Russell Crowe (qui faisait ses débuts en tant que réalisateur), Jacqueline McKenzie et Jai Courtney.

#### Carrière européenne (depuis 2015)

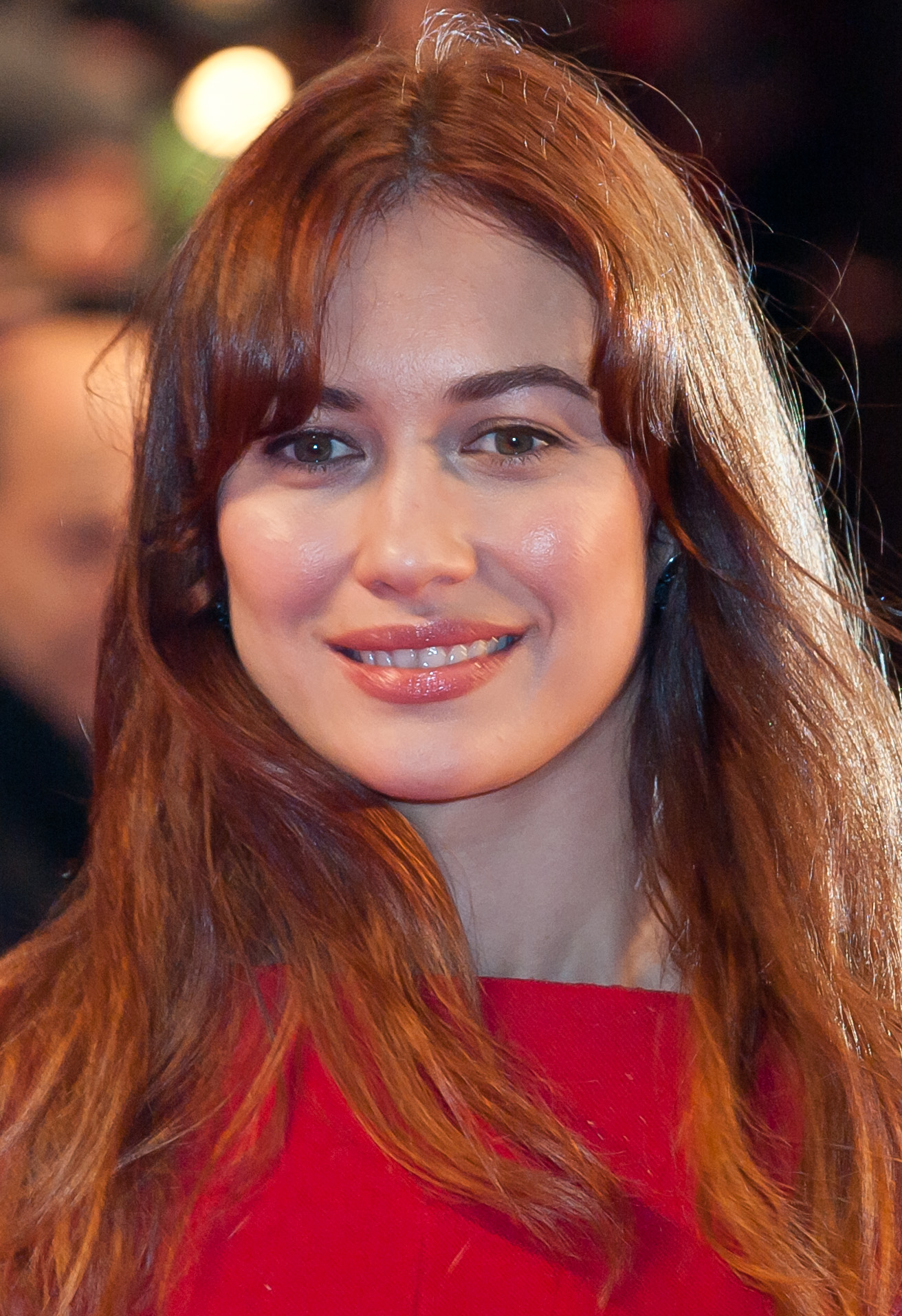
Olga Kurylenko en tant que membre du jury du meilleur premier long métrage' à la Berlinale 2015.

En 2015, elle est membre du jury du meilleur premier long métrage à la 65e Berlinale, et continue à voyager : en faisant partie de la distribution principale du drame espagnol Un jour comme un autre, de Fernando León de Aranoa ; en menant le film d'action sud-africain Code Momentum, de Stephen Campanelli ; et enfin en étant à l'affiche du film fantastique sino-américain Empires of the Deep, réalisé en 2010 par Michael French, mais dont la post-production s'est étalée sur cinq années. Le film n’est cependant jamais sorti,.
En décembre 2015, elle est membre du jury du 15e Festival international du film de Marrakech, présidé par Francis Ford Coppola,. En 2017, elle a joué dans La Mort de Staline, la satire politique d'Armando Iannucci, dans le rôle de la pianiste soviétique Maria Youdina. Le film a rencontré un franc succès critique et mettait en vedette Steve Buscemi, Simon Russell Beale, Jason Isaacs, Michael Palin et Jeffrey Tambor,.
En 2018, elle est à l'affiche de cinq longs-métrages : en avril, elle joue face à Romain Duris dans le film de science-fiction franco-québécois Dans la brume, de Daniel Roby ; en mai, elle a joué dans le film d'aventure épique de Terry Gilliam, L'Homme qui tua Don Quichotte, avec Adam Driver et Jonathan Pryce, dont la première a eu lieu au Festival de Cannes 2018 ; en août, elle est la tête d'affiche du thriller horrifique américain Mara ; en octobre, elle est une espionne russe dans Johnny English contre-attaque, troisième opus de la trilogie consacrée à l'agent secret britannique loser incarné par Rowan Atkinson. Elle succède à Natalie Imbruglia et Rosamund Pike, les alter-egos féminins des deux premiers opus ; en décembre, elle a également joué le rôle de la baronne Roxane de Giverny de l'ambitieuse production française L'Empereur de Paris, de Jean-François Richet, aux côtés de Vincent Cassel. Par ailleurs, en juin de la même année, elle est membre du jury du 32e Festival du film de Cabourg, présidé par André Téchiné.
Dans une interview de 2019, Olga a déclaré qu'elle accepterait une nouvelle invitation pour devenir une James Bond girl. Cette année, elle était le deuxième rôle principal du film de guerre français L'Intervention de Fred Grivois. La trame du film est une dramatisation inspirée très vaguement par la prise d'otages de Loyada. Cette crise a été provoquée par un commando terroriste somalien qui voulait l'indépendance de Djibouti et son annexion à la Somalie. Une force de tireurs d'élite de la Gendarmerie nationale – qui deviendra le GIGN – fut dépêchée pour résoudre la crise. Cette force était commandée par le lieutenant Christian Prouteau, qui est modifié dans le film en lieutenant André Gerval (Alban Lenoir). Olga Kurylenko incarne l'assistante sociale américaine Jane Andersen, basée sur Jehanne Bru, l'assistante sociale militaire de la 13e DBLE; il n'y avait aucun Américain lors de l'opération proprement dite. Le tournage principal a eu lieu durant l'été 2017, de juin à août au Maroc, avec le titre 15 Minutes de guerre ; qui est devenu le titre international. Le film a reçu un accueil mitigé, mais l'interprétation d'Olga Kurylenko a été remarquée,. Elle a ensuite joué dans le thriller Les Traducteurs de Régis Roinsard, avec aussi Lambert Wilson, Sara Giraudeau et Riccardo Scamarcio. Enfin, elle est la vedette du thriller fantastique The Room de Christian Volckman où elle joue le rôle de Kate, tandis que l'acteur belge Kevin Janssens joue le rôle de son partenaire Matt.
En 2021, l'actrice a joué dans le thriller d'action Sentinelle, où elle incarne une ancienne combattante qui utilise sa formation militaire pour venger sa sœur - Marilyn Lima - qui a été violée et laissée dans le coma par des mafieux. Sentinelle est filmé durant 35 jours en novembre et décembre 2019 à Bruxelles (Belgique), Nice (France) et Casablanca (Maroc). Cependant, la postproduction a été interrompue par la pandémie de COVID-19. En mars 2020, Olga a été diagnostiquée avec le coronavirus mais s'est rétablie sans incident majeur. Le film est sorti le 5 mars 2021 à l'international sur Netflix, et est resté parmi les 10 films les plus regardés en France et aux États-Unis dès sa première semaine,. L'accueil a été mitigé, la plupart des critiques ayant salué la performance d'Olga Kurylenko dans le rôle du soldat Klara, en particulier dans les scènes de combat, tandis que la simplicité de l'intrigue a été critiquée. Dans ce film, elle tourne une scène de nu avec l'actrice française Marine Duvivier. La même année, elle incarne Antonia Dreykov, Taskmaster, dans le film Black Widow de l'Univers cinématographique Marvel,,. Il reprend ce rôle dans la suite Thunderbolts* ; malgré le sort du personnage, pour lequel elle a été félicitée par le réalisateur : « Olga est une grande actrice et bien sûr, c'est une conversation difficile à avoir, mais elle a fait preuve d'un professionnalisme absolu et a été prête à se manifester, et je lui en suis très reconnaissante. » En octobre, elle a été choisie pour jouer dans le film d'action et de comédie High Heat aux côtés de Don Johnson.
En 2023, Olga a joué dans le film Netflix Tyler Rake 2, où elle incarne Mia, l'ex-femme et mère du fils décédé du protagoniste, le mercenaire Tyler Rake ; joué par Chris Hemsworth,. En septembre 2023, Olga Kurylenko a joué le rôle principal dans le film Boudica : Queen of War, sur la reine Iceni Boadicée dans son combat contre l'Empire romain, ; ayant été choisie en 2022. D'autres rôles ont suivi, avec les thrillers Let God Sort It Out, Misdirection et le thriller psychologique français Other,,. En streaming, Olga joue dans le thriller Paradox Effect, dans le rôle d'une ancienne toxicomane qui doit affronter le monde criminel et la police pour sauver la vie de sa fille.

### Vie privée

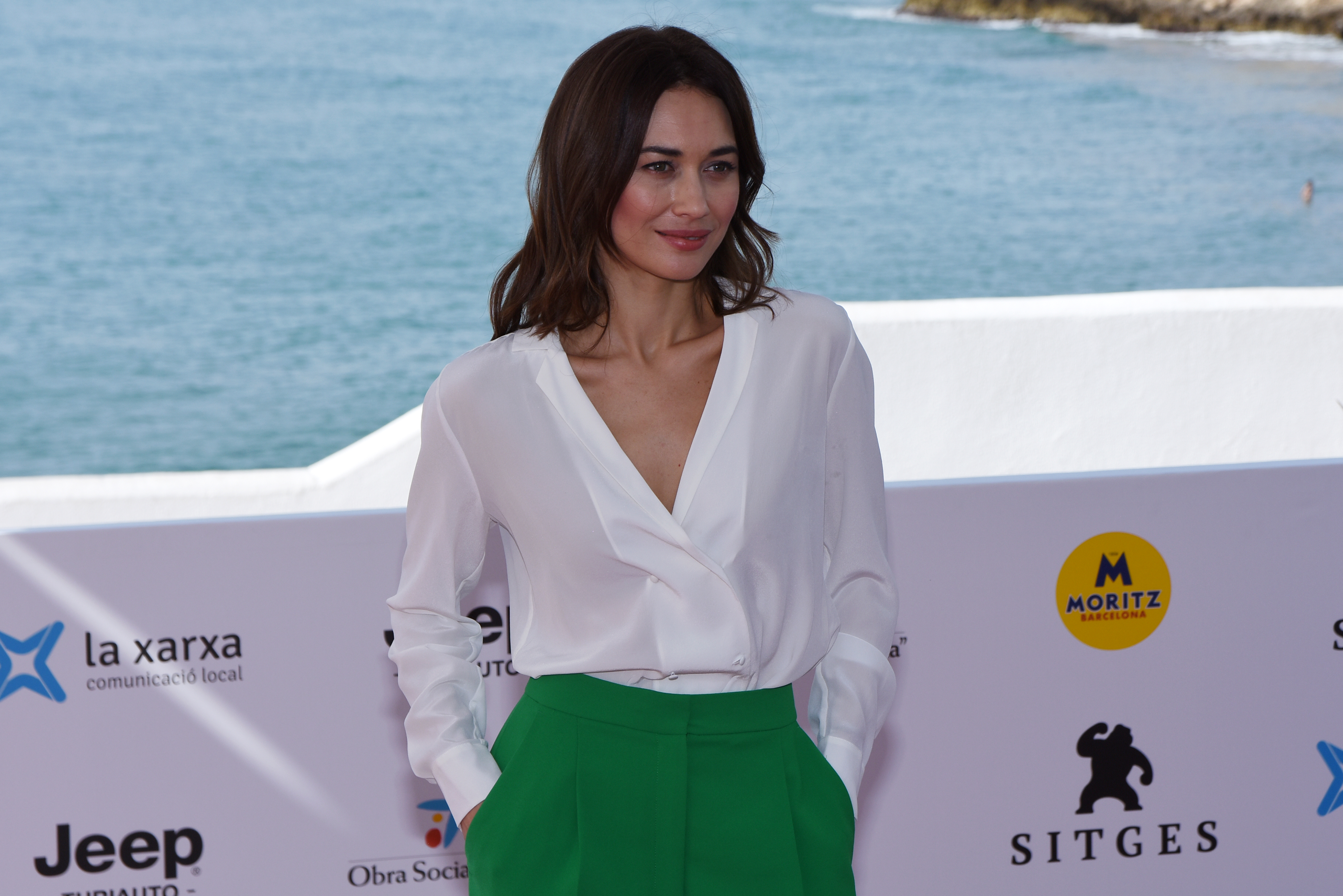
Olga Kurylenko au Festival du film de Sitges en 2019.

Olga Kurylenko a acquis la nationalité française en 2001, ce qu'elle a qualifié de « décision pratique » car il était plus facile de voyager avec un passeport français sans visa, plutôt qu'avec un passeport ukrainien,. Elle vivait en France depuis 1996, après avoir déménagé à Paris à l'âge de 16 ans, signant un contrat avec l'agence de mannequins Madison. « Je ne suis jamais revenue », dit-elle. « Je suis tombée amoureuse de Paris. » Il y a eu des occasions où les gens lui ont suggéré de déménager à Los Angeles, mais l'actrice ne peut pas l'imaginer. « J'adore la France, les Français, la langue française, la cuisine française et la mentalité », a-t-elle déclaré. « J'ai l'impression que c'est moi et que je suis très française. »
Elle a été mariée avec le photographe de mode Cedric Van Mol de 2000 à 2004. Puis elle s'est remariée avec l'homme d'affaires Damian Gabrielle, spécialisé dans les accessoires pour téléphones portables, en 2006 ; le mariage s'est terminé par un divorce fin 2007. Olga a déménagé à Londres en 2009,. Elle et son ex-petit ami, l'acteur et écrivain anglais Max Benitz. Ils ont un fils ensemble, Alexander Max Horatio, né le 3 octobre 2015. Puis elle a formé un couple avec l'acteur argentin Ben Cura, mais ils ont rompu juste avant la pandémie de COVID-19,.
En raison de son enfance défavorisée, l'actrice s'implique dans des œuvres philanthropiques. Elle a même adopté un orphelinat et lui a fourni des ressources. Selon elle, il vaut mieux être pauvre et aimé que riche et mal aimé. « Je n'avais pas de père et ma mère n'avait pas les moyens. Nous mangions des céréales », dit-elle. « Mais nous les mangions ensemble. J'avais le sentiment que nous pouvions rêver ensemble, nous parlions de mon enfance et de la façon dont je pourrais faire quelque chose de ma vie. Et c'est ce que j'ai fait. »

## Filmographie

### Cinéma
- 2005 : L'Annulaire de Diane Bertrand : Iris
- 2006 : Paris, je t'aime, segment Quartier de la Madeleine de Vincenzo Natali : la vampire
- 2006 : Le Serpent d'Éric Barbier : Sofia
- 2007 : Hitman de Xavier Gens: Nika Boronina
- 2008 : Quantum of Solace de Marc Forster : Camille Montes Rivero
- 2008 : Max Payne de John Moore : Natasha
- 2008 : À l'est de moi de Bojena Horackova : la prostituée russe
- 2008 : Tyranny de John Beck Hofmann : Mina Harud
- 2009 : Loin d'Eden de Danny Lerner : Galia
- 2010 : Au prix du sang (There Be Dragons) de Roland Joffé : Ildiko
- 2011 : Centurion de Neil Marshall : Etain
- 2011 : Coronet de Temple Clark : Maryska
- 2012 : La Terre outragée de Michale Boganim : Anya
- 2012 : Sept Psychopathes (Seven Psychopaths) de Martin McDonagh : Angela
- 2012 : À la merveille (To the Wonder) de Terrence Malick : Marina
- 2012 : The Expatriate de Philipp Stölzl : Anna Brandt
- 2013 : Oblivion de Joseph Kosinski : Julia Harper
- 2014 : The November Man de Roger Donaldson : Alice Fournier
- 2014 : Vampire Academy de Mark Waters : la principale Kirova
- 2014 : La Promesse d'une vie (The Water Diviner) de Russell Crowe : Ayshe
- 2015 : Code Momentum (Momentum) de Stephen Campanelli : Alex Farraday
- 2015 : Empires of the Deep de Michael French, Jonathan Lawrence et Scott Miller : la reine sirène
- 2016 : La corrispondenza de Giuseppe Tornatore : Amy Ryan
- 2016 : Un jour comme un autre (A Perfect Day) de Fernando León de Aranoa : Katya
- 2017 : Gun Shy de Simon West : Sheila
- 2017 : La Mort de Staline (The Death of Stalin) d'Armando Iannucci : Maria Youdina
- 2018 : Dans la brume de Daniel Roby : Anna
- 2018 : L'Homme qui tua Don Quichotte (The Man Who Killed Don Quixote) de Terry Gilliam : Jacqui
- 2018 : Mara de Clive Tonge : Kate Fuller
- 2018 : Johnny English contre-attaque (Johnny English Strikes Again) de David Kerr : Ophelia Balistikova
- 2018 : L'Empereur de Paris de Jean-François Richet : la baronne Roxane de Giverny
- 2019 : L'Intervention de Fred Grivois : Jane Andersen
- 2019 : The Courier de Zackary Adler : le Courier
- 2019 : Les Traducteurs de Régis Roinsard : Katerina Anisinova
- 2019 : The Room de Christian Volckman : Kate
- 2019 : Everything You Didn't Say (court métrage) de Charlie Reader : Reyes
- 2020 : La Baie du silence (The Bay of Silence) de Paula van der Oest : Rosalind Palliser
- 2021 : Sentinelle de Julien Leclercq : Klara
- 2021 : Black Widow de Cate Shortland : Antonia Dreykov / Taskmaster
- 2021 : Vanishing (배니싱:미제사건) de Denis Dercourt : Alice Launey
- 2022 : White Elephant de Jesse V. Johnson : Vanessa Flynn
- 2022 : Fox Hunt de Leo Zhang : Elsa
- 2022 : La Princesse (The Princess) de Le-Van Kiet : Moira
- 2022 : High Heat de Zach Golden : Ana
- 2023 : Boudica: Queen of War de Jesse V. Johnson : Boadicée
- 2023 : Paradox Effect de Scott Weintrob : Karina
- 2023 : Tyler Rake 2 de Sam Hargrave : Mia
- 2024 : Chief of Station de Jesse V. Johnson : Krystyna Kowerski
- 2025 : Fox Hunt de Leo Zhang : Elsa
- 2025 : Thunderbolts* de Jake Schreier : Antonia Dreykov / Taskmaster
- 2025 : Beneath de Heidi Greensmith : Dr Shaw
- 2025 : Misdirection de Kevin Lewis : Sara Black
- 2025 : Afterburn de J.J. Perry
- 2025 : Other de David Moreau : Alice
- 2025 : Turbulence de Claudio Fäh

### Télévision

#### Séries télévisées
- 2001 : Largo Winch : Carole
- 2007 : Suspectes : Éva Pirès
- 2010 : Tyranny : Mina Harud
- 2012-2013 : Magic City : Vera Evans
- 2020 : Romance : Alice
- 2022 : En traître : Kara
- 2023 : D'argent et de sang : Julia
- 2025 : Super Mâles : Léna

#### Téléfilms
- 2006 : Le Porte-bonheur de Laurent Dussaux : Sophia

### Clip
- 1997 : Faudel : Tellement N'brick , réalisé par David et Raphaël Vital-Durand : elle

- 2003 : Seal : Love's Divine, réalisé par Sanji Senaka : elle-même[120]

## Distinctions

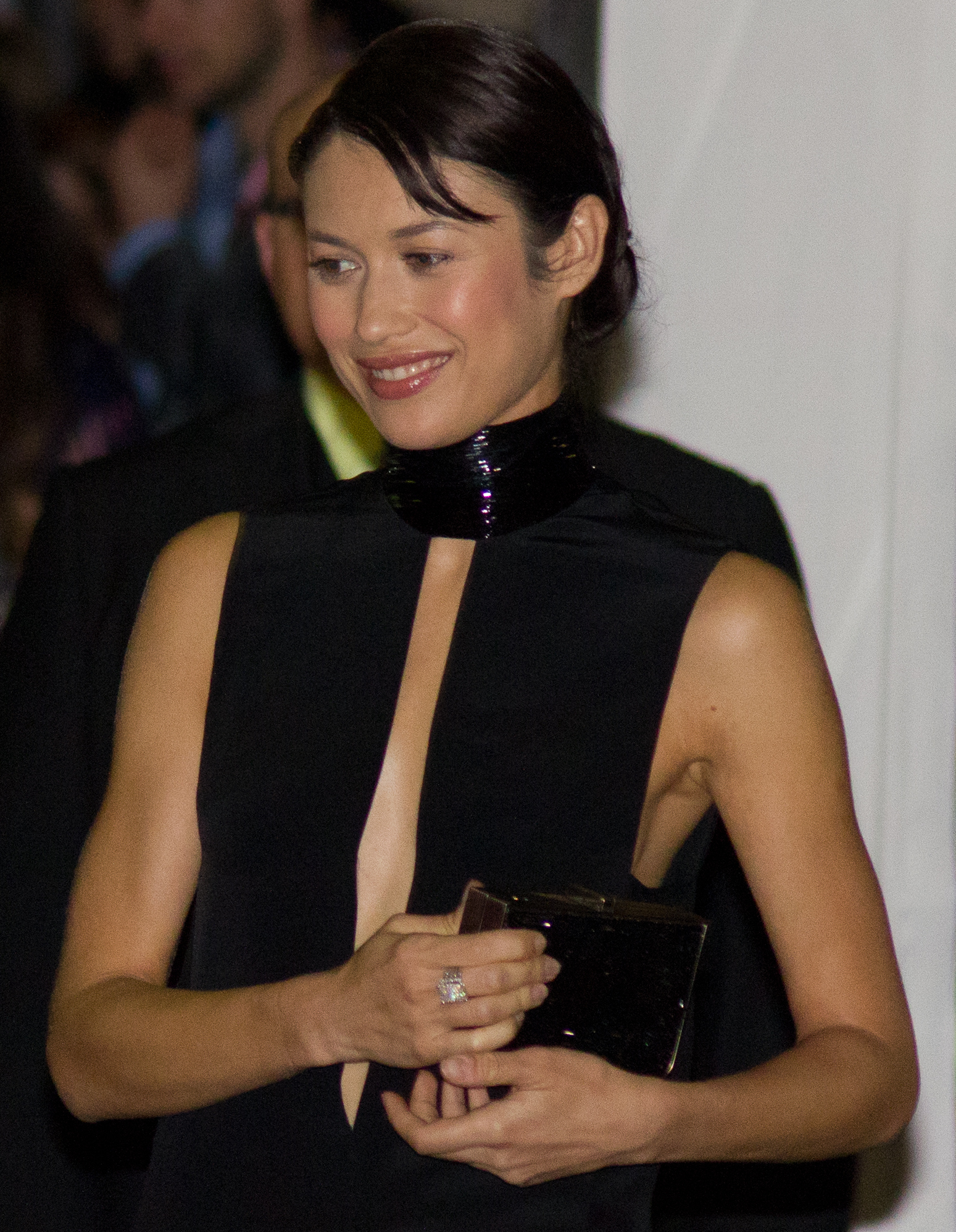
L'actrice à la première de Sept Psychopathes au Festival international du film de Toronto 2012.

### Récompenses
- 2006 : Festival du film de Brooklyn de la meilleure actrice pour L'Annulaire (2005)
- 33e cérémonie des Boston Society of Film Critics Awards 2012 : meilleure distribution pour Sept Psychopathes (2011) partagée avec Colin Farrell, Sam Rockwell, Christopher Walken, Abbie Cornish, Linda Bright Clay, Kevin Corrigan, Woody Harrelson, Zeljko Ivanek, Long Nguyen, Christine Marzano, Tom Waits, Brendan Sexton III, Bonny the ShihTzu, Gabourey Sidibe, Michael Pitt, Michael Stuhlbarg et Harry Dean Stanton

### Nominations
- 35e cérémonie des Saturn Awards 2009 : Meilleure actrice dans un second rôle pour Quantum of Solace (2008)
- 14e cérémonie des Empire Awards 2009 : Meilleure actrice pour Quantum of Solace (2008)
- 17e cérémonie des San Diego Film Critics Society Awards 2012 : meilleure distribution pour Sept psychopathes (2011) partagée avec Colin Farrell, Sam Rockwell, Christopher Walken, Abbie Cornish, Linda Bright Clay, Kevin Corrigan, Woody Harrelson, Zeljko Ivanek, Long Nguyen, Christine Marzano, Tom Waits, Brendan Sexton III, Bonny the ShihTzu, Gabourey Sidibe, Michael Pitt, Michael Stuhlbarg et Harry Dean Stanton

## Voix francophones
En version française, Olga Kurylenko se double elle-même dans Hitman, Quantum of Solace, Max Payne, Oblivion, The November Man, La Promesse d'une vie et Black Widow. Elle est doublée à deux reprises par Marie Diot dans The Expatriate et La Mort de Staline ainsi qu'à titre exceptionnel par Julie Turin dans Sept Psychopathes, Audrey Sablé dans Magic City, Déborah Perret dans Vampire Academy, Julia Vaidis-Bogard dans Code Momentum, Marie Chevalot dans Johnny English contre-attaque, Sophie Frison dans Mara, Maia Baran dans Gun Shy et Laurence Stévenne dans Chief of Station (en).